# Brookfield (Connecticut)
Pour les articles homonymes, voir Brookfield.
Brookfield est une ville située dans le comté de Fairfield, dans l'État du Connecticut aux États-Unis. Lors du recensement de 2010, Brookfield avait une population totale de 16 452 habitants.

## Géographie
Selon le Bureau du Recensement des États-Unis, la superficie de la ville est de 20,37 milles carrés (52,76 km2), dont 19,77 milles carrés (51,2 km2) de terres et 0,6 milles carrés (1,55 km2) de plans d'eau (soit 2,95 %).

## Histoire
Brookfield devient une municipalité en 1788. D'abord appelée Newbury, en référence aux villes voisines de New Milford, Newtown et Danbury, la ville adopte par la suite le nom du premier pasteur de la paroisse, Thomas Brooks.

## Démographie
D'après le recensement de 2000, il y avait 15 664 habitants, 5 572 ménages, et 4 368 familles dans la ville. La densité de population était de 305,4 hab/km2. Il y avait 5 781 maisons avec une densité de 112,7 maisons/km2. La décomposition ethnique de la population était : 95,29 % blancs ; 0,76 % noirs ; 0,07 % amérindiens ; 2,48 % asiatiques ; 0,00 % natifs des îles du Pacifique ; 0,61 % des autres races ; 0,79 % de deux ou plus races. 2,37 % de la population était hispanique ou Latino de n'importe quelle race.
Il y avait 5 572 ménages, dont 39,1 % avaient des enfants de moins de 18 ans, 68,1 % étaient des couples mariés, 7,8 % avaient une femme qui était parent isolé, et 21,6 % étaient des ménages non-familiaux. 17,2 % des ménages étaient constitués de personnes seules et 6,5 % de personnes seules de 65 ans ou plus. Le ménage moyen comportait 2,80 personnes et la famille moyenne avait 3,18 personnes.
Dans la ville la pyramide des âges était 27,4 % en dessous de 18 ans, 4,9 % de 18 à 24, 29,2 % de 25 à 44, 27,8 % de 45 à 64, et 10,8 % qui avaient 65 ans ou plus. L'âge médian était 39 ans. Pour 100 femmes, il y avait 94,7 hommes. Pour 100 femmes de 18 ans ou plus, il y avait 92,0 hommes.
Le revenu médian par ménage de la ville était 119 370 dollars US, et le revenu médian par famille était 136 682 $. Les hommes avaient un revenu médian de 91 396 $ contre 48 318 $ pour les femmes. Le revenu par habitant de la ville était 58 715 $. 2,3 % des habitants et 1,2 % des familles vivaient sous le seuil de pauvreté. 2,4 % des personnes de moins de 18 ans et 2,3 % des personnes de plus de 65 ans vivaient sous le seuil de pauvreté.
| 1820  | 1850  | 1860  | 1870  | 1880  | 1890 |
| ----- | ----- | ----- | ----- | ----- | ---- |
| 1 159 | 1 359 | 1 224 | 1 193 | 1 152 | 989  |

| 1900  | 1910  | 1920 | 1930 | 1940  | 1950  |
| ----- | ----- | ---- | ---- | ----- | ----- |
| 1 046 | 1 101 | 896  | 926  | 1 345 | 1 688 |

| 1960  | 1970  | 1980   | 1990   | 2000   | 2010   |
| ----- | ----- | ------ | ------ | ------ | ------ |
| 3 405 | 9 688 | 12 872 | 14 113 | 15 664 | 16 452 |